# Номерні знаки Косова

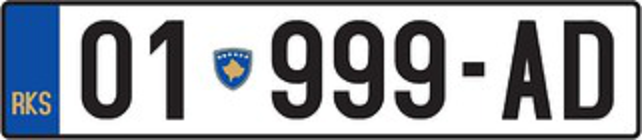
Приклад автомобільного номера Республіки Косово

В Косово автомобільні номера видаються Міністерством внутрішніх справ. До 1 червня 2012 року всі громадяни Республіки Косово були зобов'язані обладнати свої автомобілі номерами. Недотримання цього розпорядження тягне за собою конфіскацію зарубіжного номера (включаючи і сербські номера), а також штраф.

## Символи автомобільних номерів
Новий дизайн автомобільних номерів був представлений 6 грудня 2010 року. Він містить букви RKS (ініціали Республіки Косово) на синьому тлі, двозначний номер, що відповідає району Косова, герб Косова, тризначне число та дві серійні букви. Тризначний номер починається з числа 101, а серійні букви починаються з АА. Інші автомобільні номера зі старим дизайном, видані МООНК, заміняються на нові після подачі відповідної заяви. 
Станом на 26 грудня 2011 року, номера RKS будуть замінятися тимчасовими сербськими номерами при перетині кордону з Сербією.

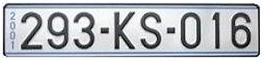
Номер, виданий МООНК в 2001 році. Хоч з тих пір і були введені номера нового зразку, такі все ще використовуються при переході через сербський кордон. Тим, хто має виключно нові номера, видаються тимчасові сербські номера.

| Код | Округ                        |
| --- | ---------------------------- |
| 01  | Приштинський округ           |
| 02  | Косовсько-Митровицький округ |
| 03  | Печский округ                |
| 04  | Призренський округ           |
| 05  | Урошевацький округ           |
| 06  | Г'їланський округ            |
| 07  | Джяковицький округ           |

### Номера, видані МООНК
МООНК видавала автомобільні номера з 1999 до 2010 року. З 1 листопада 2011 року їх видача була поновлена для громадян, які планують поїздки до Сербії. Сербія признає номера МООНК, але не косовські номера нового зразка. Номера МООНК складаються із трьох цифр і двох букв, абревіатури KS, яка розшифровується як «Косово», і в кінці стоїть ще одне тризначне число.

## Спеціальні номера
- Експортовані машини мали на номерах синій фон і білий шрифт.
- Поліцейські автомобілі мали червоний шрифт.
- Сили KFOR мали номера з надписом «FSK», буквами «FSK», тризначним числом і суфіксом «RKS».
- Номера автомобілів з ЄС мали чорно-білий фон. Приватні транспортні засоби мали приставку «EU P», офіційні особи ― тільки «EU». Для представників Митної консультативної місії були виділені номера з приставкою «EU» і суфіксом «CAM».
- Номера ОБСЄ ― чорно-білі, з приставкою «OSCE».
- Номера сил НАТО мали синій фон і білий шрифт, а також приставку «KFOR».
- Номера МООНК мали надпис «UNMIK» у верхній частині.